# María Parado de Bellido
Pour les articles homonymes, voir Bellido.
María Parado de Bellido (5 juillet 1761 ou 5 juillet 1777 – 11 mai 1822) est une révolutionnaire péruvienne, connue pour avoir participé à l'indépendance du pays face à l'emprise espagnole. 

## Biographie
Elle est née dans l'actuel département d'Ayacucho dans la deuxième moitié du XVIIIe siècle. Son père est un Créole tandis que sa mère est une Indienne. N'ayant suivi aucune scolarité, elle épouse Mariano Bellido à l'âge de 15 ans, avec qui elle aura sept enfants. Dans les années 1810, son mari et l'un de ses fils, Tomás, s'engagent pour l'indépendance du Pérou. María Parado de Bellido transmet des informations sur les mouvements de troupes espagnoles en dictant et en signant ses lettres alors qu'elle est analphabète. Après qu'une de ses missives ait été interceptée par les Espagnols, elle est capturée le 24 mars 1822 et interrogée, mais déclare qu'elle préfère mourir que de trahir son pays. Les Espagnols la tuent le 11 mai 1822. 
Elle est considérée comme une héroïne péruvienne et la tradition orale contient plusieurs mythes à son sujet. On prétend que le général José Carratalá (es), pour tenter de la persuader de parler, aurait ordonné aux soldats de mettre le feu à sa maison, où vivaient ses filles, mais qu'elles ont été sauvées parce que la population locale les aurait averti ; qu'elle se serait arrêtée devant l'église de Saint-Domingue, sur le chemin de son exécution, pour s'agenouiller et prier Marie ; et qu'après son exécution, un prêtre aurait réclamé son corps et l'aurait enterré dans un lieu consacré dans l'église de La Merced. Bellido est donc devenue « une figure aux proportions quasi mythiques dans l'imaginaire collectif péruvien ». 

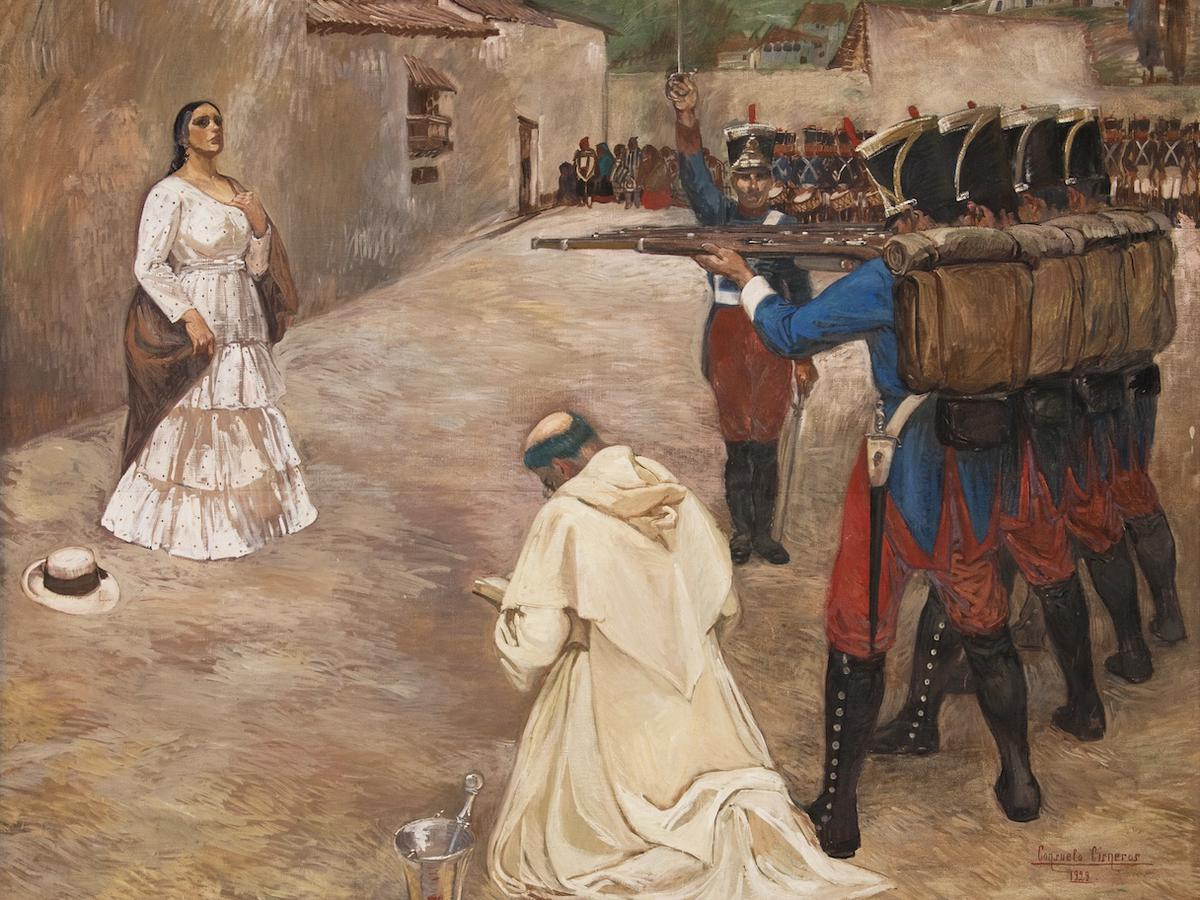
Fusilamiento de Maria Parado de Bellido (Le peloton d'exécution de Maria Parado de Bellido) de Consuelo Cisneros, 1929

### Hommages
Le district María Parado de Bellido (en) dans la province péruvienne de Callao est nommé en son honneur. Le tableau Fusilamiento de María Parado de Bellido de Consuelo Cisnero (1929) est conservé au Museo Nacional de Arqueología, Antropología e Historia del Perú. En 1975, un timbre postal péruvien avec son portrait est émis dans le cadre d'une série de timbres commémorant « l'Année des femmes péruviennes ». Un buste à son effigie est aussi exposé au Panteón de los Próceres (es) (Panthéon des personnes illustres) du Pérou.